# Nippon Kokan Soccer Club 1987-1988
Questa voce raccoglie le informazioni riguardanti la società calcistica giapponese Nippon Kokan Soccer Club nelle competizioni ufficiali della stagione 1987-1988.

## Stagione
Per il terzo anno consecutivo il Nippon Kokan, che in avvio di stagione aveva rafforzato il proprio attacco con l'inclusione di Satoru Mochizuki, giunse al secondo posto in campionato con il centravanti Toshio Matsuura che si laureò capocannoniere per il secondo anno di fila. Poco prima dell'inizio del campionato la squadra aveva avuto modo di includere un trofeo nella propria bacheca, andando a vincere la sua seconda Coppa di Lega: dopo aver eliminato nelle fasi iniziali il Nissan Motors, il Nippon Kokan giunse sino alla finale dove sconfisse il Sumitomo Metals. In Coppa dell'Imperatore il Nippon Kokan fu eliminato nelle fasi iniziali, perdendo ai rigori contro il Matsushita Electric che allora militava in seconda divisione.

## Maglie e sponsor
Nel corso della stagione vengono alternate due divise: a quella azzurra prodotta dall'Adidas se ne affianca una bianca a strisce nere prodotta dalla Kappa e recante sulla parte anteriore il nome della squadra.
| Manica sinistra · Manica sinistra · Maglietta · Maglietta · Manica destra · Manica destra · Pantaloncini · Pantaloncini · Calzettoni · Calzettoni | Manica sinistra · Manica sinistra · Maglietta · Maglietta · Manica destra · Manica destra · Pantaloncini · Calzettoni |  |

## Rosa
| N. |                     | Ruolo | Calciatore        |
| -- | ------------------- | ----- | ----------------- |
| 1  | Giappone (bandiera) | P     | Kiyotaka Matsui   |
| 2  | Giappone (bandiera) | D     | Kuniharu Nakamoto |
| 3  | Giappone (bandiera) | D     | Kazuya Fukui      |
| 5  | Giappone (bandiera) | D     | Hisao Kuramata    |
| 6  | Giappone (bandiera) | D     | Kōji Tanaka       |
| 9  | Giappone (bandiera) | A     | Toshio Matsuura   |
| 14 | Giappone (bandiera) | A     | Satoru Mochizuki  |
| 15 | Giappone (bandiera) | C     | Nobuyo Fujishiro  |

| N. |                     | Ruolo | Calciatore        |
| -- | ------------------- | ----- | ----------------- |
| 16 | Giappone (bandiera) | C     | Koji Oikawa       |
| 19 | Giappone (bandiera) | C     | Tomoyasu Asaoka   |
| 20 | Giappone (bandiera) | C     | Masami Shosoku    |
| 21 | Giappone (bandiera) | P     | Yoshinobu Ueda    |
| 23 | Giappone (bandiera) | C     | Makoto Konishi    |
| 25 | Giappone (bandiera) | A     | Katsuyoshi Tamura |
| 26 | Giappone (bandiera) | D     | Yoichi Tashiro    |
|    | Giappone (bandiera) | C     | Hiromi Sakai      |

## Risultati

### Coppa dell'Imperatore
| Kasuga 19 dicembre 1987 | Fukuoka Daigaku | 0 – 2 | Nippon Kokan |  |

| Kasuga 20 dicembre 1987                      | Matsushita Electric  | 0 – 0 (d.t.s.) | Nippon Kokan |  |
| \| \| \| \| \| \| Tiri di rigore 4 – 2 \| \| |                      |                |              |  |
|                                              |                      |                |              |  |
|                                              | Tiri di rigore 4 – 2 |                |              |  |

### Japan Soccer League Cup
| Ogaki 11 luglio 1987 | Seino | 0 – 4 | Nippon Kokan |  |

| Toyama 11 luglio 1987                        | Nippon Kokan         | 0 – 0 (d.t.s.) | Nissan Motors |  |
| \| \| \| \| \| \| Tiri di rigore 5 – 4 \| \| |                      |                |               |  |
|                                              |                      |                |               |  |
|                                              | Tiri di rigore 5 – 4 |                |               |  |

| Toyama 12 luglio 1987 | Toshiba | 0 – 3 | Nippon Kokan |  |

| Nagoya 18 luglio 1987 | Honda Motor | 0 – 3 | Nippon Kokan | Mizuho Rugby Stadium |

| Nagoya 19 luglio 1987, ore 13:30 UTC+9                                              | Nippon Kokan | 3 – 1          | Sumitomo Metals | Mizuho Rugby Stadium |
| \| \| \| \| \| Tamura 68’ Matsuura 71’ Asaoka 78’ \| Marcatori \| 89’ Teguramori \| |              |                |                 |                      |
|                                                                                     |              |                |                 |                      |
| Tamura 68’ Matsuura 71’ Asaoka 78’                                                  | Marcatori    | 89’ Teguramori |                 |                      |

## Statistiche

### Statistiche di squadra
| Competizione          | Punti | Totale | Totale | Totale | Totale | Totale | Totale | DR  |
| Competizione          | Punti | G      | V      | N      | P      | Gf     | Gs     | DR  |
| --------------------- | ----- | ------ | ------ | ------ | ------ | ------ | ------ | --- |
| JSL Division 1        | 30    | 22     | 13     | 4      | 5      | 25     | 13     | +12 |
| JSL Cup               | -     | 5      | 4      | 1      | 0      | 14     | 2      | +12 |
| Coppa dell'Imperatore | -     | 2      | 1      | 1      | 0      | 0      | 2      | -2  |
| Totale                | -     | 29     | 18     | 6      | 5      | 39     | 17     | +22 |